# Івановка (Новомаликлинський район)
Івановка (рос. Ивановка) — селище в Новомаликлинському районі Ульяновської області Російської Федерації.
Населення становить 3 особи. Входить до складу муніципального утворення Середньосантимирське сільське поселення.

## Історія
Від 2004 року входить до складу муніципального утворення Середньосантимирське сільське поселення.

## Населення
| 2010 |
| ---- |
| 3    |